# 滝川市立高等看護学院
滝川市立高等看護学院 （たきかわしりつこうとうかんごがくいん）とは、北海道滝川市にある公立の専修学校。

## 概要
1969年（昭和44年）開校。滝川市立病院に隣接していたが、同院の改築に伴い移転。職員および教員もそこの職員と兼任のものが多い。学生自治会活動や課外活動が盛んで、特に滝川市丸加高原にあるそらぷちキッズキャンプ「」へは毎年ボランティアとして積極的に参加している。
就職率
100％（2020年3月卒業生実績）
就職実績
滝川市立病院を中心とした道内病院

## 沿革
- 1969年（昭和44年） - 看護婦養成所として開校。3年課程。1学年定員20名。各種学校の認可。
- 1972年（昭和47年） - 定員を25名に変更。
- 1980年（昭和55年） - 専修学校に認定。（医療専門課程、看護課）
- 1990年（平成2年） - 入学資格の年齢および性別に関する制限廃止。
- 1994年（平成6年） - 文部科学省告示第84号の規定により専門士（医療専門課程）の称号を付与。
- 2004年（平成16年） - 学生寮を廃止する。
- 2008年（平成20年） - 滝川市医師会立准看護学院跡地に移転する。

## 設置学科
- 看護学科（3年制・昼間）

## 所在地
- 北海道滝川市新町2丁目8番10号

## 取得できる資格・免許状

### 看護学科
- 専門士(医療専門課程)称号
- 看護師国家試験受験資格
- 保健師・助産師学校受験資格
- 養護教諭養成学校受験資格